# Ованес Шираз
Шираз Ованес Татевосович, Оганнес Шираз (справжнє прізвище — Карапетян; 14 червня 1915, Карс, тепер Туреччина — 14 березня 1984, Єреван) — вірменський радянський поет. Нагороджений двома орденами Трудового Червоного Прапора, медалями.

## Творчість
Автор поем «Сіаманто і Хад-жезаре», «Раздан» (1947), «Назви наших сіл» (1950) та ін. Також написав:
- збірка «Пришестя весни» (1935)
- збірка «Пісня Вірменії» (1940)
- збірка «Голос поета» (1942)
- збірка «Книга пісень» (1942)
- поема «Біблійне» (1944)
- збірка «Пісня Вірменії» (1940),
- збірка"Книга про любов та мир" (1950)
- двотомний збірник «Ліра Вірменії» (1958—1965).